# Bębenek rybacki
Bębenek rybacki – niewielkie (do 1 metra długości) pułapkowe narzędzie do połowu ryb w płytkich, spokojnych wodach śródlądowych. Bębenek rybacki wykonany jest z tkaniny sieciowej, rozpiętej na kilku drewnianych obręczach.
Często stosowany przez kłusowników.